# L'Enfant léopard
L'Enfant léopard est un roman de Daniel Picouly publié le 18 août 1999 aux éditions Grasset et ayant reçu le prix Renaudot la même année.

## Résumé
Quelques heures avant l'exécution de Marie-Antoinette, un duo de policiers est sollicité par le marquis et la marquise d'Anderçon pour retrouver un enfant métis appelé « l'enfant-léopard ». Leur recherche les conduit dans les bas-fonds de Paris, bars, prison, égouts où ils croisent des personnages pittoresques comme La Marmotte (enfant noir des rues parisienne), Piqueur (homme simplet avec une pique révolutionnaire), Zamor (le séducteur métis), la Vainqueuse (gérante d'un bar à la spécialité des trois pommes), Delorme ou le docteur Seiffert, et même la comtesse du Barry.

## Publications
- L'Enfant léopard, éditions Grasset, 1999,  (ISBN 978-2246575214).